# 萬三の白モッコウバラ
萬三の白モッコウバラ（まんさんのしろモッコウバラ）は、愛知県半田市の小栗家住宅にあるモッコウバラである。樹齢150年以上で、モッコウバラでは日本最古、最大級の枝ぶりとみられる。
モッコウバラには「初恋」「純潔」「あなたにふさわしい人」などの花言葉があるが、加えて小栗家は日本版ロミオとジュリエットとも称する純愛ものの説経節『小栗判官』のモデルとなった小栗氏の末裔でもあるとされ、この白モッコウバラは愛の象徴として、半田市の婚姻届にデザインされている。
2011年（平成23年）に、半田市の天然記念物に指定された。

## 特徴
モッコウバラには多くの園芸種があるが、品種は白モッコウバラにあたる。樹齢は150年以上で、現存する日本最古のモッコウバラとみられる。植栽された時期は小栗家住宅が築造された明治初期と推定される。
根元で2本に分枝した枝の周径は約60センチメートルと太く、表面は茶色で杉の表皮のような風情がある。幹も輪を描くようにねじりながら湾曲し、2本に分かれる。幹は途中からさらに1本枝分かれ、見る者に雄大な印象をあたえる。モッコウバラとしては日本一の規模の枝ぶりとされる巨木。
国内で最大級といわれる長崎市のグラバー園にあるモッコウバラと比較しても、幹回りは約20センチ太い。
2本の主枝がハート型のような輪郭を象っていることが見た目にも特徴的であり、フォトスポットとして人気がある。
花から採取した酵母を用いた、日本酒やパンなどの地域商品開発が進められている。

## 普及啓発活動
半田市は、2022年（令和4年）、市の「萬三の白モッコウバラ」を広く認知されるようにするため、このPR活動を担うアンバサダーを誕生させるべく「アンバサダー制度」を新設した。モッコウバラの苗木を育成し、生育の様子を写真投稿アプリで紹介するボランティアを公募したもので、第1期生として100人が対象となった。

## 特別公開
通常非公開の私有地にあるが、4月下旬から5月初旬の開花期に合わせて、2014年（平成26年）以降毎年特別公開が行われ、期間中の土日祝日には庭園内からも見学できる。
この特別公開期間を半田市では「萬三の白モッコウバラ祭」と称してイベントを開催している。
「萬三の白モッコウバラ祭」では、萬三の白モッコウバラの花酵母で醸造した酒「愛してる」や「愛してるスパークリング」を限定販売する。また、半田運河の周辺地域一帯で地域の醸造食文化に親しむワークショップやマルシェなど多彩なイベントが開催される。
2021年にはモッコウバラのハート形のつるに着想を得て、「蔵のまちエリア」など市内の観光スポットで「隠れハート」を探すイベントが実施され、近隣の菓子店でもモッコウバラをモチーフにしたオリジナル商品が販売されている。

## 花酵母酒「愛してる」

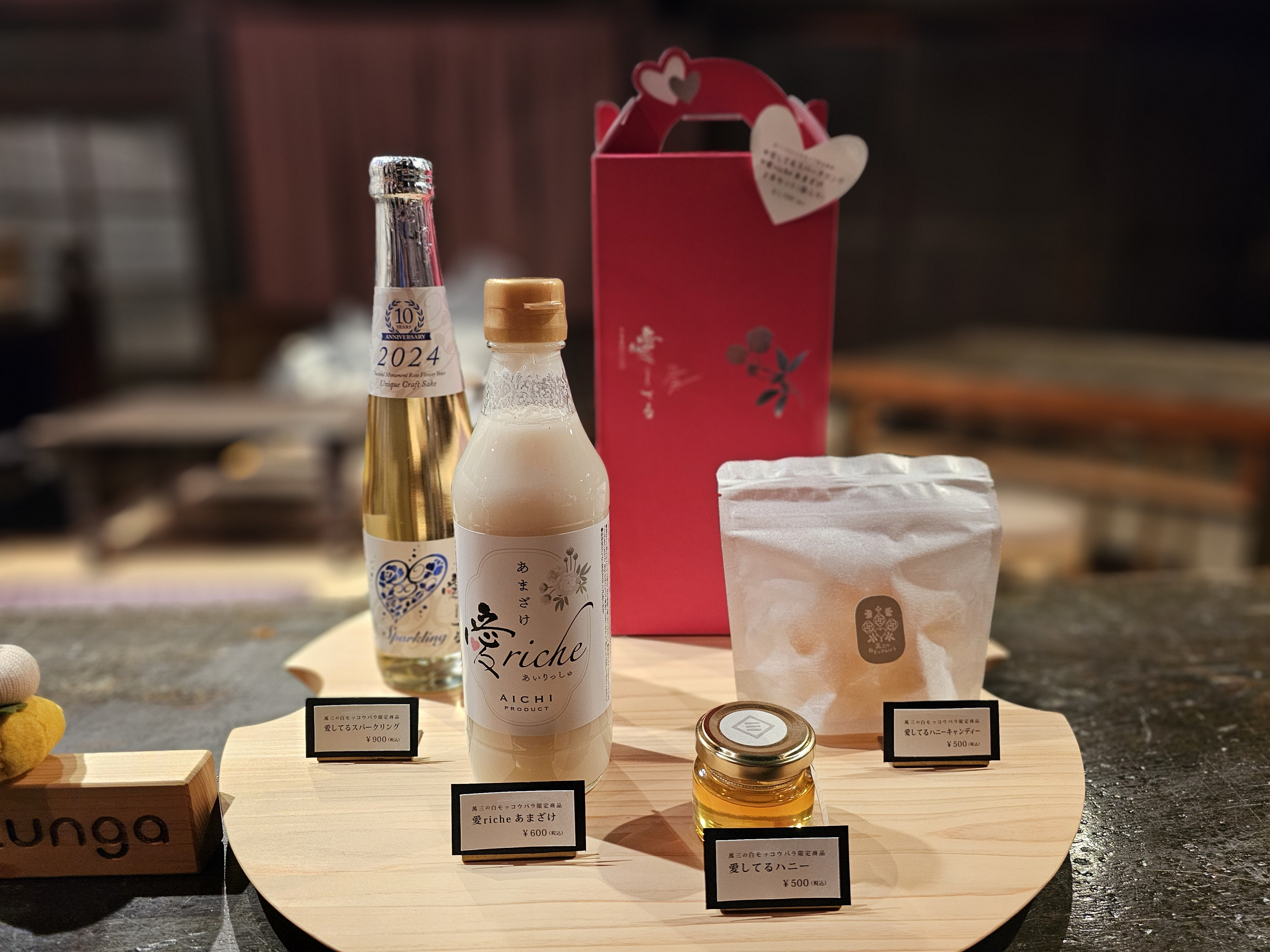
「愛してる」シリーズ

「愛してる」は、萬三の白モッコウバラの特別公開が行われる開花期の春に合わせて製造し、期間限定で販売する日本酒銘柄である。萬三の白モッコウバラの花から酵母を採取して醸造に使用した日本酒で、甘酸っぱく爽やかな飲み口が特徴のスパークリングタイプが定番商品となっている。
小栗家は「萬三」を屋号として醸造や海運など江戸時代から手広く商売を行い、酒造りには1713年（正徳3年）に着手した。それからちょうど300年になるのを記念し、2013年（平成25年）に地域ブランド清酒の開発をめざす愛知県食品工業技術センターと共同で新しい日本酒造りに着手し、モッコウバラ花酵母での醸造に成功した。「愛してる」という銘柄は、小栗家の先祖が日本最古の純愛物語とされる『小栗判官』のモデルとされる故事などに由来する。原料米には愛知県産酒米「若水」を65パーセント精米して使用しており、製品化と販売は中埜酒造株式会社。
2018年（平成30年）、「知の拠点あいち重点研究プロジェクト」の開発対象となり、日本初のシンクロトロン光による酵母育種技術が施され、芳醇な味と香りがさらに増加した花酵母酒となった。香気成分の生成能を向上させるため、萬三のモッコウバラから採取した花酵母で新たに育種改良を行い、その育種酵母を使った日本酒「愛してる 2019」を製品化したものである。従来の日本酒よりアルコール度数は低め。
これまでに製造販売された「愛してる」バリエーションには、“はじける情熱”をイメージした微炭酸の「スパークリング」酒、“大人の愛”をイメージした辛口の「ドライ」酒、薄濁りで甘酸っぱい「愛してるプレミアム」、“酒粕と米麹のダブル発酵”による甘酒の「スウィート」というノンアルコール飲料などがある。
「愛知のふるさと食品コンテスト」で愛知県知事賞、「優良ふるさと食品中央コンクール」で農林水産大臣賞など、いずれも最優秀賞を受賞した。

## ギャラリー

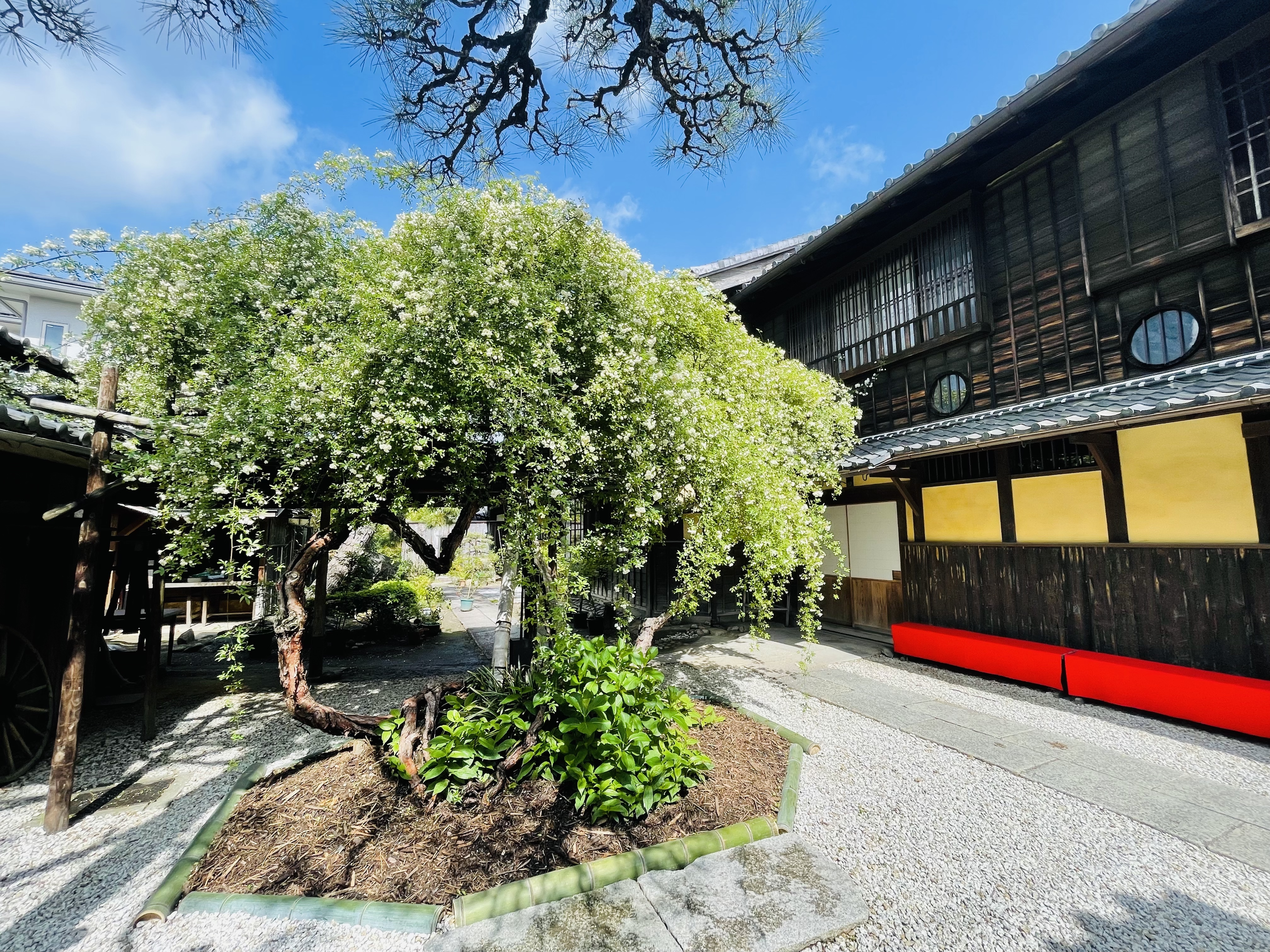
小栗家住宅門庭全景
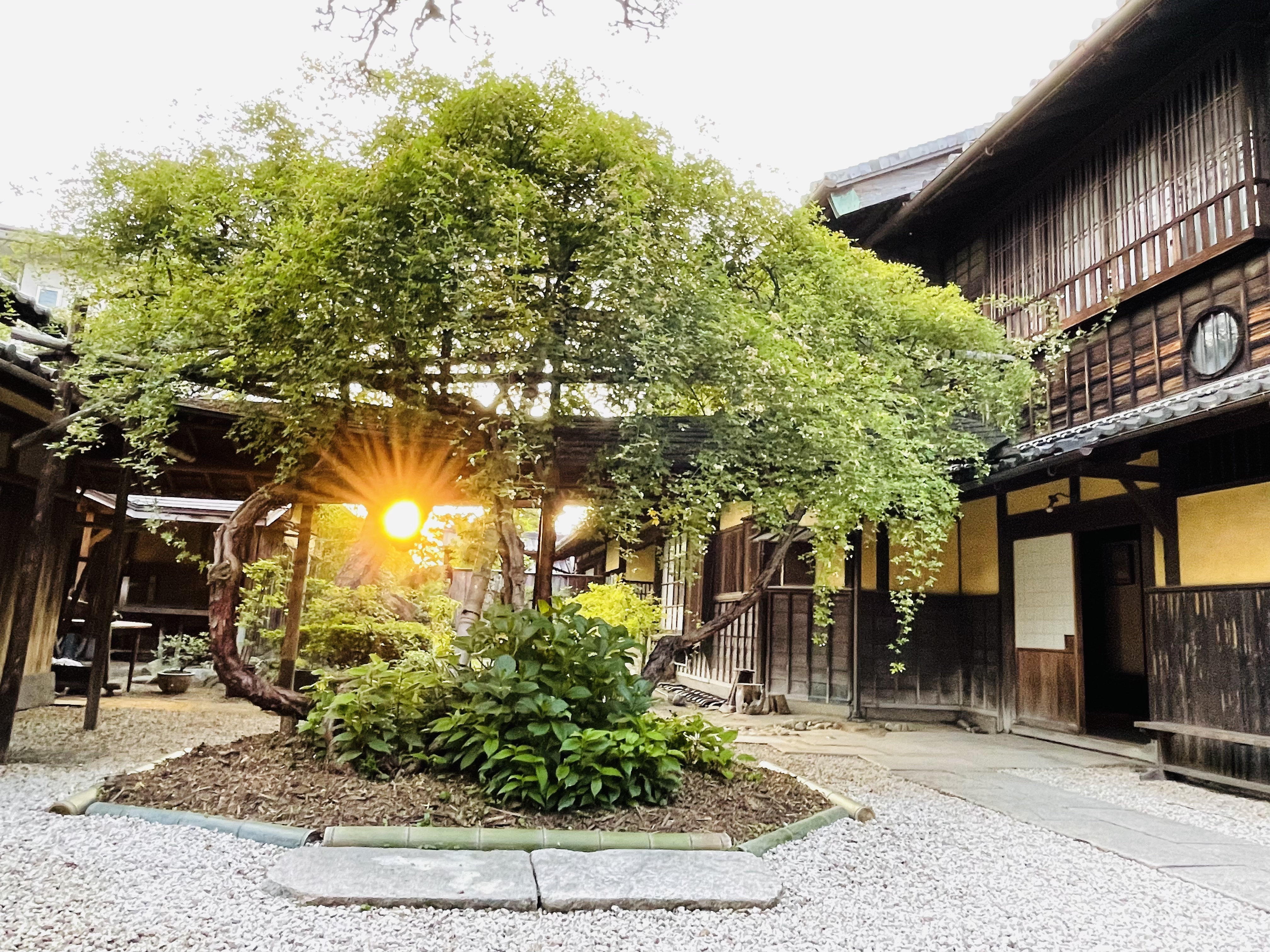
萬三の白モッコウバラのハート型の蔓に沈む夕日

## 現地情報

### 所在地
- 愛知県半田市中村町1-18
- 国重要文化財に指定される小栗家住宅の大門のそば（門庭）に植えられている。

### 交通アクセス
- JR武豊線「半田駅」から徒歩約5分。
- 駐車場なし - 徒歩10分の「蔵のまち東駐車場」（半田市東洋町1-9）利用可[11]